# Echinops bannaticus
Espèce
Classification phylogénétique
Synonymes
- Echinops armatus Steven
- Echinops quercifolius Freyn[1]
- Echinops rochelianus Griseb.[1]

Echinops bannaticus, de nom commun la boule azurée,, est une espèce de plantes à fleurs européenne de la famille des Asteraceae et du genre Echinops.

## Description
Echinops bannaticus est une plante herbacée vivace qui peut atteindre des hauteurs de 50 à 120 cm. Les feuilles sont pennées, leurs sections ont un à deux lobes des deux côtés. La face supérieure de la feuille est discrètement glandulaire. La tige a une ou plusieurs têtes. Le diamètre de la tête principale varie de 2,5 à 4 cm (rarement jusqu'à 6). Les pétales sont gris-bleu.
La période de floraison s'étend de juillet à septembre.
Le nombre de chromosomes est 2n = 30 ou 32.

## Répartition
L'épithète d’Echinops bannaticus fait référence à la région du Banat historique (Roumanie, Hongrie et Serbie), d'où la plante est originaire. Elle pousse à la lisière de la forêt et des routes au niveau des collines. En Europe centrale, elle est présente un temps avec les mauvaises plantes dans les lieux incultes ou difficiles. Ailleurs, elle est une plante ornementale.

## Écologie
Elle est une plante hôte de la chenille de Calyciphora albodactylus.